# Stan Shih

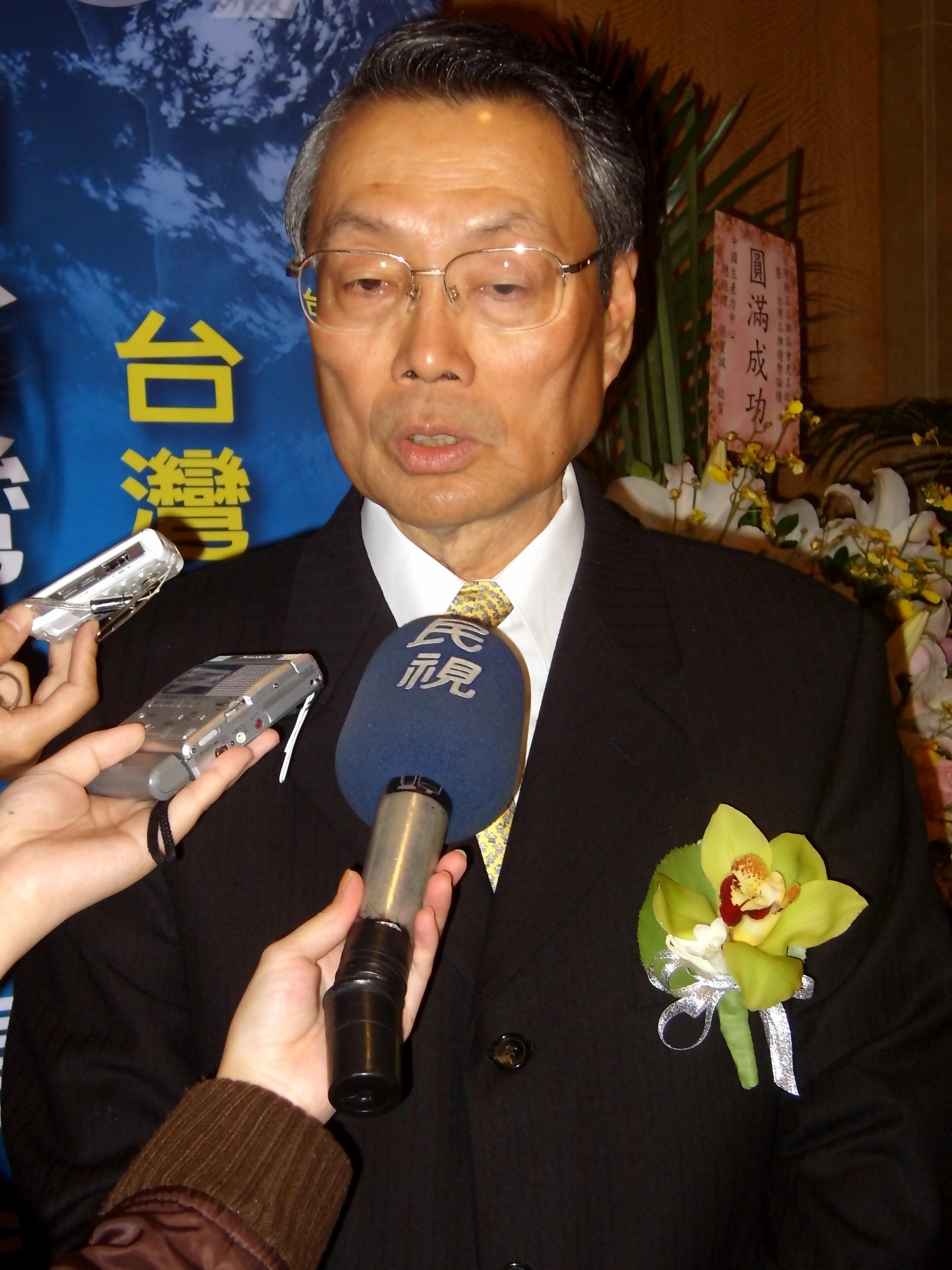
Stan Shih 2007

Stan Shih (chinesisch 施振榮, Pinyin Shī Zhènróng, * 18. Dezember 1944 in Lugang, Landkreis Changhua, Taiwan) ist ein taiwanischer Unternehmer und von 1976 bis 2004 Vorstandsvorsitzender (CEO) der von ihm gegründeten Acer-Gruppe. Zurzeit ist er Ehrenvorsitzender des Unternehmens.

## Leben und Werk
Nachdem Shih ein Bachelor- und Master-Studium in Elektrotechnik an der Chiao-Tung-Universität in Hsinchu absolviert hatte, gründete er 1976 zusammen mit seiner Frau und fünf Anderen das Unternehmen Multitech, das 1987 in Acer umbenannt wurde. Er blieb bis zu seinem Ruhestand im Jahr 2004 Vorstandsvorsitzender der Acer-Gruppe. Im November 2013 wurde Shih von Acer als Aufsichtsratsvorsitzender berufen. Diese Position hatte er bis Juni 2014 inne, seitdem ist er Ehrenvorsitzender des Unternehmens.
Stan Shih ist verheiratet und hat drei Kinder.